# Phà

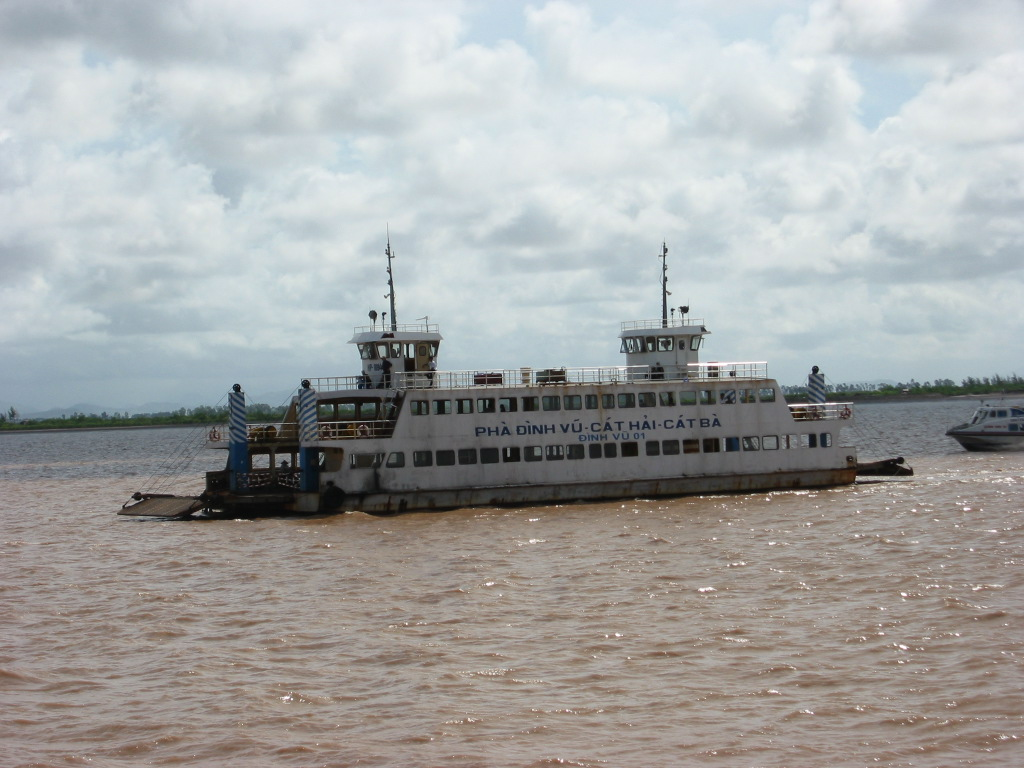
Phà tự hành Đình Vũ

Phà hay bắc (phương ngữ Nam bộ, gốc tiếng Pháp: bac) là một chiếc tàu thủy (hoạt động trên sông hoặc ven biển) chuyên chở hành khách cùng phương tiện trên những tuyến đường và lịch trình cố định. Có phà chỉ chuyên chở người, nhưng cũng có loại phà được thiết kế để chở tàu lửa hay xe hơi. Phà là một trong những phương tiện vận tải hữu ích nối liền nhiều điểm với nhau ở những thành phố vùng sông nước và trong nhiều trường hợp sử dụng phà sẽ rẻ hơn nhiều so với việc xây dựng cầu hay đường hầm.

## Các tuyến phà tại Việt Nam
- Phà Mỹ Thuận qua sông Tiền, thường gọi là bến bắc Mỹ Thuận, nay không còn hoạt động vì tại đây đã xây cầu Mỹ Thuận qua sông.
- Phà Cần Thơ qua sông Hậu, thường gọi là bắc Cần Thơ, hiện nay là bến phà lớn nhất Nam Bộ. Hiện nay đã ngừng hoạt động do cầu Cần Thơ được khánh thành vào ngày 24/04/2010.
- Phà Bính qua sông Cấm, Hải Phòng nay không còn hoạt động vì đã xây dựng cầu Bính (khởi công 1 tháng 9 năm 2002- khánh thành 13 tháng 5 năm 2005 do Chính phủ Nhật Bản giúp đỡ 943 tỷ đồng) cách phà Bính cũ 1300 m.
- Phà Rạch Miễu bắc qua sông Tiền, nối huyện Châu Thành, tỉnh Bến Tre và TP. Mỹ Tho, Tiền Giang là bến phà khá hiện đại, do có Đan Mạch tài trợ đóng các phà mới, hiện nay không còn hoạt động vì tại đây đã xây dựng xong cầu Rạch Miễu năm 2009. Ngoài ra Bến Tre còn có phà Cổ Chiên.
- Phà tạm Rạch Miễu, bến phà được xây dựng nhằm giảm tải phương tiện qua cầu Rạch Miễu hiện hữu trong thời gian chờ xây dựng cầu Rạch Miễu 2. Bến phà toạ lạc tại vị trí bến đò Song Thuận, kết nối xã Phú Túc huyện Châu Thành tỉnh Bến Tre với xã Song Thuận, huyện Châu Thành tỉnh Tiềng Giang. Đưa vào hoạt động ngày 27/01/2021[1].
- Phà Thủ Thiêm vượt sông Sài Gòn, nối quận 1 và TP. Thủ Đức của TP. Hồ Chí Minh, nay không còn hoạt động vì tại đây đã có cầu Thủ Thiêm và hầm Thủ Thiêm để vượt sông.
- Phà Hàm Luông qua sông Hàm Luông, nối thành phố Bến Tre và huyện Mỏ Cày Bắc, nay không còn hoạt động vì tại đây đã xây xong cầu Hàm Luông qua sông.
- Phà Cổ Chiên qua sông Cổ Chiên, nối 2 tỉnh Trà Vinh và Bến Tre, nay không còn hoạt động vì tại đây đã xây xong cầu Cổ Chiên qua sông.
- Phà Mỹ Lợi qua sông Vàm Cỏ, nối 2 tỉnh Long An và Tiền Giang, nay không còn hoạt động vì tại đây đã xây cầu Mỹ Lợi qua sông.
- Phà Trà Ôn qua sông Măng Thít, nối thị xã Bình Minh và huyện Trà Ôn của tỉnh Vĩnh Long nay không còn hoạt động vì tại đây đã xây cầu Trà Ôn năm 2013.
- Phà Đình Vũ nối liền quận Hải An và huyện Cát Hải, thành phố Hải Phòng nay không còn hoạt động vì tại đây đã thông xe cầu Đình Vũ.
- Phà Vàm Cống nối 2 tỉnh Đồng Tháp và An Giang khi cầu Vàm Cống thông xe vào ngày 19/5/2019 bến phà vẫn hoạt động đến ngày 30/6/2019 phà chính thức ngừng hoạt động.
- Phà Cao Lãnh qua sông Tiền, nối thành phố Cao Lãnh và huyện Lấp Vò của tỉnh Đồng Tháp, nay phà không còn hoạt động nữa, vì cầu Cao Lãnh đã đưa vào sử dụng và khánh thành vào ngày 27/05/2018.
- Phà Sa Đéc qua sông Tiền, nối thành phố Sa Đéc và huyện Cao Lãnh của tỉnh Đồng Tháp, hiện phà còn hoạt động.
- Phà Đình Khao qua sông Cổ Chiên, huyện Long Hồ, tỉnh Vĩnh Long.
- Phà An Bình nối liền phường 1, thành phố Vĩnh Long với bốn xã Cù lao An Bình thuộc huyện Long Hồ, tỉnh Vĩnh Long, Việt Nam.
- Phà Long Toàn vượt sông Láng Sắt, cả hai bờ đều thuộc tỉnh Trà Vinh. Nay không còn hoạt động vì đã có cầu Long Toàn.
- Phà Cát Lái vượt sông Đồng Nai, nối TP. Thủ Đức, TP. Hồ Chí Minh với huyện Nhơn Trạch, tỉnh Đồng Nai.
- Phà Bình Khánh, nối 2 huyện Nhà Bè và Cần Giờ của TP. Hồ Chí Minh.
- Phà Tân Long qua sông Cửa Tiểu.
- Phà Tân Phú qua sông Hàm Luông nối huyện Châu Thành và huyện Chợ Lách, tỉnh Bến Tre.
- Phà Ngũ Hiệp.
- Phà Kinh Nước Mặn, huyện Cần Đước, tỉnh Long An.
- Phà Bà Nhờ, huyện Cần Đước, tỉnh Long An.
- Phà Xã Bảy, huyện Cần Đước, tỉnh Long An.
- Bến phà Long Sơn, huyện Cần Đước, tỉnh Long An.
- Phà Băng Tra, tỉnh Bến Tre.
- Phà An Phú Đông, nối quận Gò Vấp và quận 12 qua sông Vàm Thuật, TP. Hồ Chí Minh. Nay không còn hoạt động vì cầu sắt An Phú Đông thông xe ngày 31/12/2020[2].
- Phà Năng Gù, huyện Châu Phú, tỉnh An Giang.
- Phà Châu Giang, thành phố Châu Đốc, tỉnh An Giang.
- Phà Thạnh Thới, nối thị xã Hà Tiên và huyện đảo Phú Quốc, tỉnh Kiên Giang.
- Phà Tuần Châu vượt biển, nối Tuần Châu (Quảng Ninh) và đảo Cát Bà (Hải Phòng).
- Phà Tắc Cậu qua sông Cái Bé, nối 2 tỉnh Cà Mau và Kiên Giang. Ngày 7/2/2014 khánh thành cầu Cái Lớn và cầu Cái Bé thay thế bến phà này.
- Phà Đông Xuyên nối hai huyện Yên Phong, tỉnh Bắc Ninh và huyện Hiệp Hoà tỉnh Bắc Giang.
- Phà Đại Ngãi nối liền 2 huyện Cù Lao Dung và Long Phú, tỉnh Sóc Trăng.
- Phà Cầu Quan đã có kế hoạch được bộ GTVT tỉnh Trà Vinh xây dựng.
- Phà Vạn Phúc nối huyện Văn Giang, tỉnh Hưng Yên và huyện Thanh Trì Hà Nội.
- Phà Sa Cao nối huyện Xuân Trường, tỉnh Nam Định và huyện Vũ Thư, tỉnh Thái Bình.
- Phà Thịnh Long nối huyện Nghĩa Hưng và huyện Hải Hậu, tỉnh Nam Định.
- Phà Mễ Sở nối tỉnh Hưng Yên và thành phố Hà Nội.
- Phà Phước Khánh nối huyện Nhà Bè, TP. Hồ Chí Minh với huyện Nhơn Trạch, tỉnh Đồng Nai
- Phà Âu Lâu, nay không còn hoạt động, thuộc thành phố Yên Bái.
- Phà Xóm Chài, thành phố Cần Thơ.
- Phà Vạn Yên, tỉnh Sơn La.
- Phà Phú Định, quận Bình Tân, TP. Hồ Chí Minh.
- Phà An Hoà, nối huyện Chợ Mới tỉnh An Giang , với Thành phố Long Xuyên.
- Phà Cần Giờ - Cần Giuộc kết nối TP Hồ Chí Minh và tỉnh Long An. Thay thế cho bến đò Tân Lập cũ.
- Phà Vũng Tàu - Cần Giờ đưa vào hoạt động từ ngày 04/01/2021, rút ngắn khoảng cách từ Cần Giờ đi Vũng Tàu vốn phải di chuyển bằng đường bộ.
- Từ ngày 4 tháng 10 năm 2024, 2 tuyến phà quân sự được sử dụng tại huyện Lâm Thao và huyện Tam Nông thuộc tỉnh Phú Thọ để vận chuyển người đi bộ, xe gắn máy, xe thô sơ và các xe mô tô qua sông Hồng do cầu Phong Châu bị sập.

## Phân loại
Thường có hai loại chính:
- Phà không tự hành là phà không được lắp nguồn động lực đi cùng, mà khi muốn phà hoạt động thì phải dùng đầu kéo, ca nô hoặc máy đẩy kèm phà.
- Phà tự hành là phà có lắp nguồn động lực đi cùng.

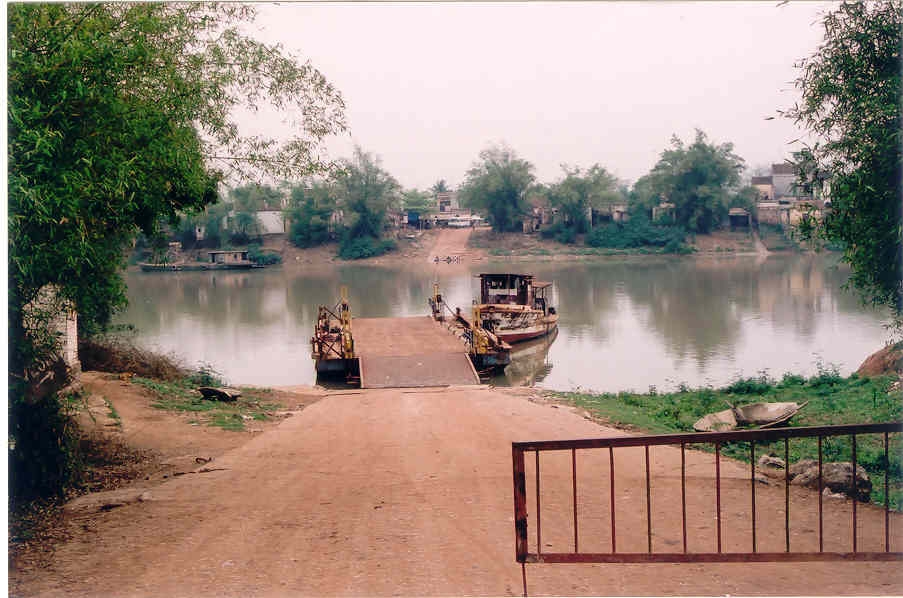
Phà không tự hành được ca nô kèm.
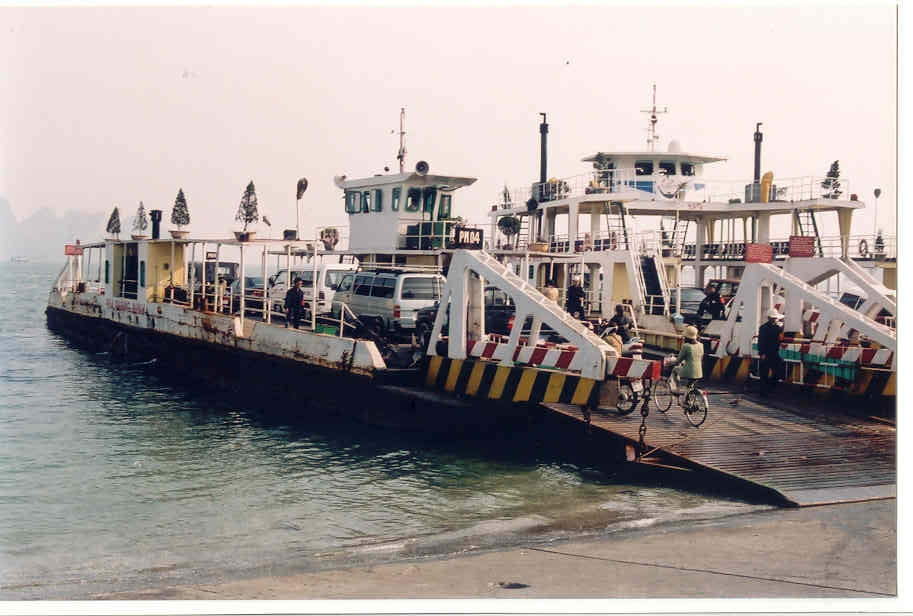
Phà tự hành tại Bãi Cháy, Quảng Ninh.
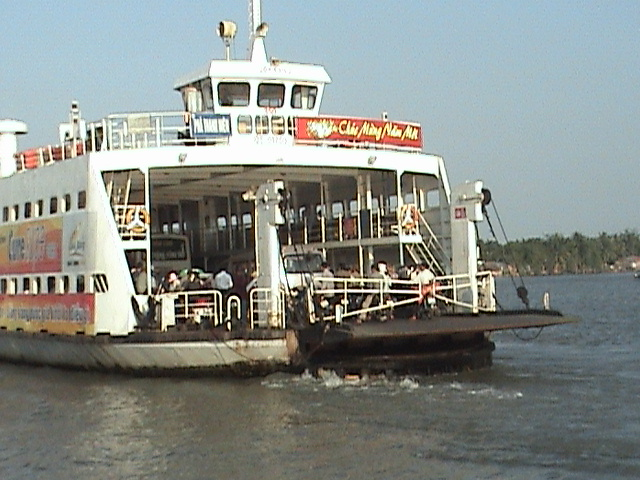
Phà tự hành tại Cần Thơ trước đây.
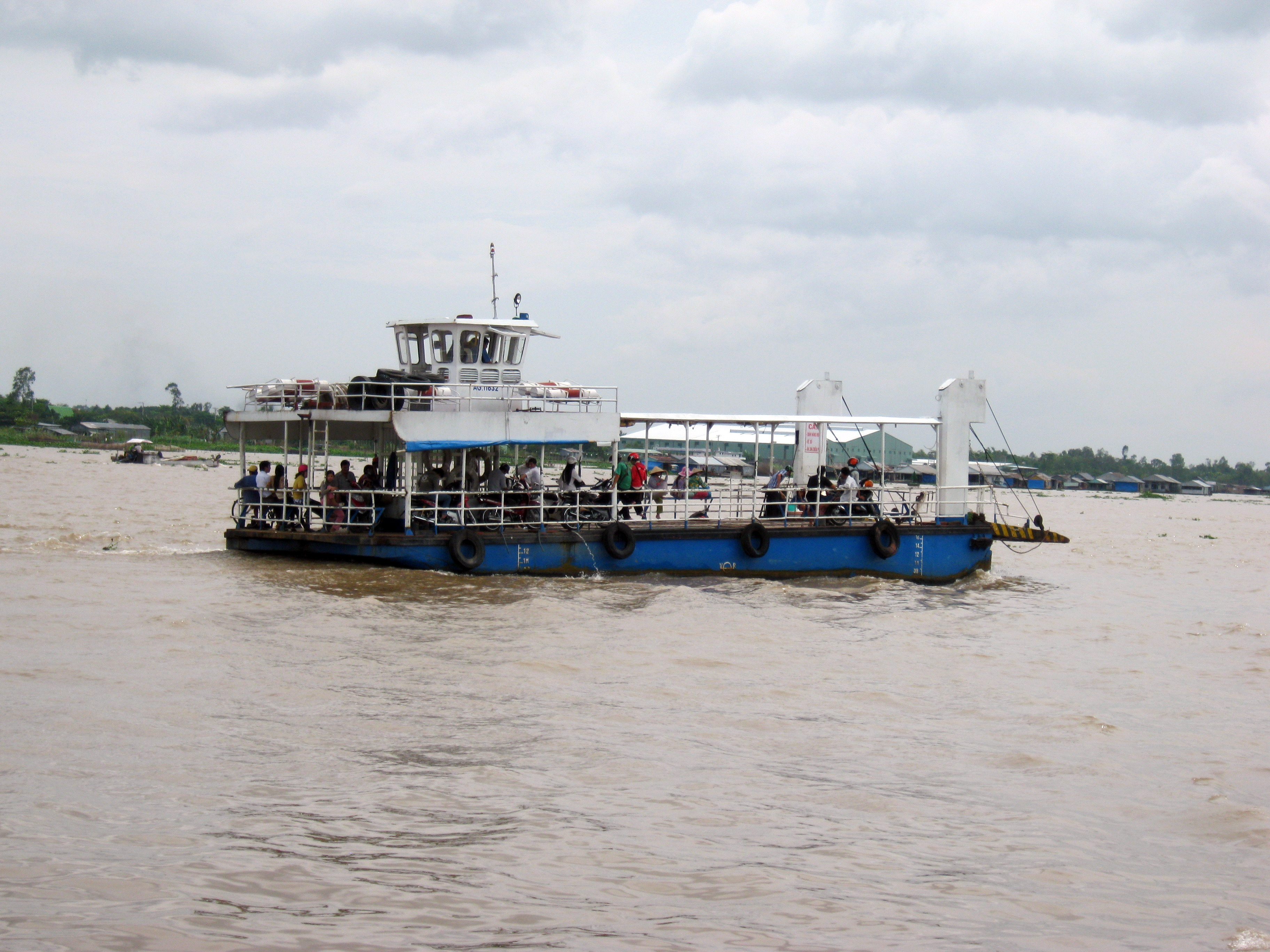
Phà tự hành cỡ nhỏ trên sông Hậu tại Long Xuyên.
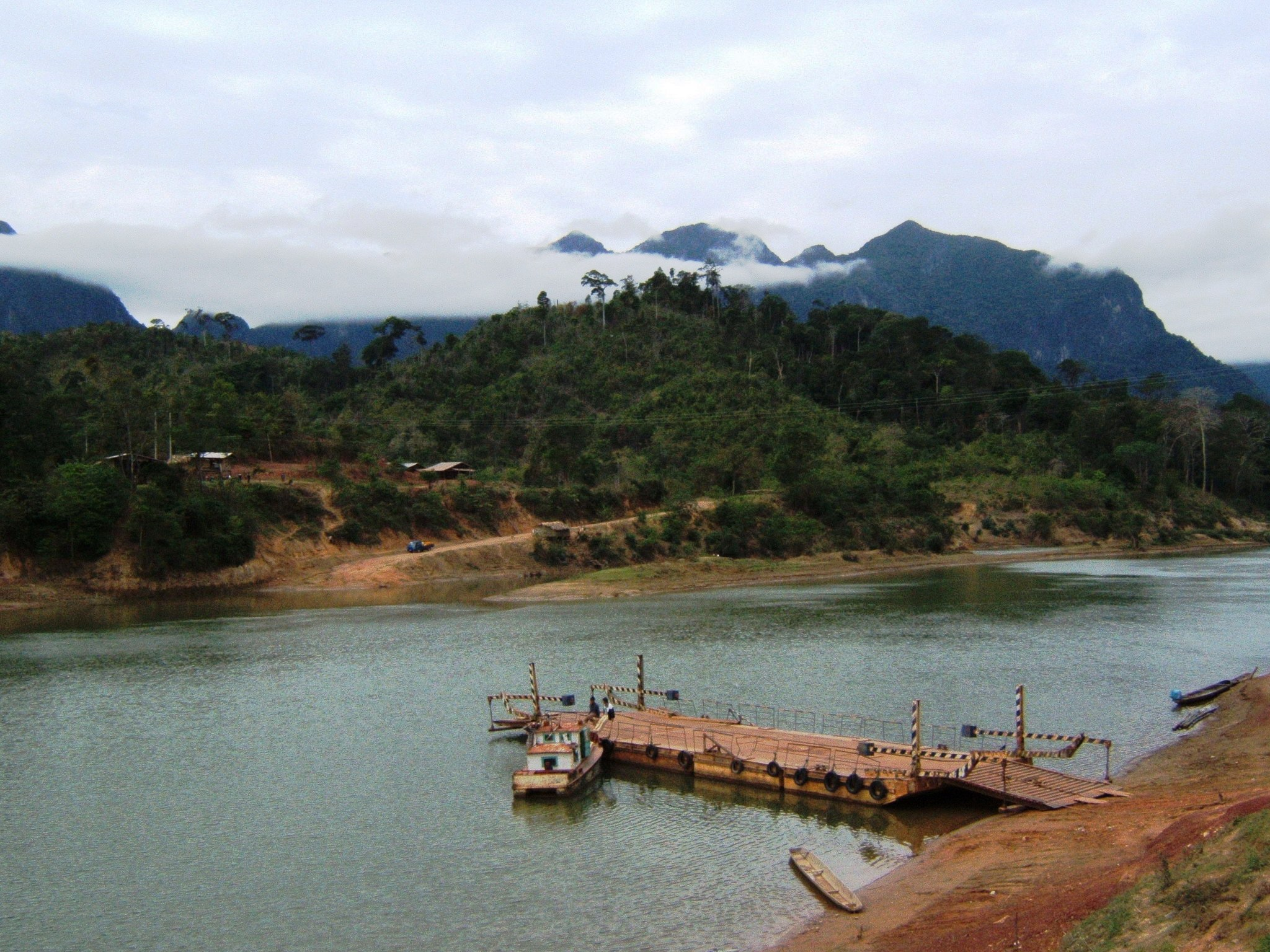
Phà không tự hành ở bến Thasala, muang Khamkeuth tỉnh Bolikhamsai, Lào.